# Route nationale 11a (Madagaskar)
Die Route nationale 11a (RN 11a) ist eine 151 km lange, teilweise asphaltierte Nationalstraße in der Region Atsinanana im Osten von Madagaskar. Sie zweigt in Antsampanana von der RN 2 (Antananarivo – Toamasina) ab und führt in südlicher Richtung über Vatomandry, Tsarasambo und Mahanoro zum Fluss Mangoro. Dort kann mit der Fähre zum Beginn der RN 11 auf der anderen Flussseite übergesetzt werden.